# Національна Соккер-ліга Південної Африки
Національна Соккер-ліга Південної Африки (англ. National Soccer League of South Africa) — найвищий дивізіон чемпіонату Південно-Африканської Республіки з футболу, організована в 1996 році й патронується Південно-Африканською футбольною асоціацією.

## Історія

### Історичні назви-віхи
Незважаючи на головне наймення чемпіонату Південної Африки — Національна Соккер-ліга Південної Африки, керівництвом ліги було прийнято затверджувати офіційні назви турніру  відповідно назви титульного спонсора турніру. За всю історію Соккер-ліги було два генеральних спонсора — пивоварна компанія Castle Lager та найбільша африканська фінансова корпорація ABSA, яка є дочірньою структурою всесвітньо відомої фінансово-банківської групи Barclays Bank Plc (яка також довгі роки виступала спонсором уже англійської прем'єр-ліги).
Відповідно наявних генеральних спонсорів ліга носила другу назву:
- 1996 — 2007 → Castle Прем'єр-ліга (Castle Premiership)
- 2007 → ABSA Прем'єр-ліга (ABSA Premiership)

## Структура Соккер-ліги
Завдяки суттєвому впливу метрополії Англії на суспільне життя в країні, в значній частині своїх спортивних (й не тільки) структур, їм вдалося повторити англійські прототипи. Це ж саме стосується Чемпіонату Південно-Африканської Республіки з футболу, який за своєю структурою нагадує Прем'єр-лігу Англії. Окрім основного змагання-турніру — Національна Соккер-ліга Південної Африки, проводяться під егідою ліги й з участю команд ліги кілька комерційних кубкових турнірів: Nedbank Cup · Telkom Charity Cup · MTN 8 · Telkom Knockout · Vodacom Challenge.

### Загальний регламент змагань
Національна Соккер-ліга Південної Африки, традиційно, проводиться в проміжку з серпня по травень. До 2002 року число учасників становило 18 клубів, а з 2003 року грають уже 16 команд. Всі клуби проводять по 30 матчів за сезон, команди двічі зустрічаються одна з одною (вдома/на виїзді). За перемогу нараховуються три очки, за нічию - одне. Чемпіон країни та срібний призер отримують право участі в Лізі чемпіонів КАФ, команда, яка зайняла третє місце і переможець  Кубка ПАР - в Кубку Конфедерації КАФ. Команда, що зайняла за підсумками сезону останнє шістнадцяте місце відправляється на пряму в Перший дивізіон. Натомість, команда, яка зайняла п'ятнадцяте місце, бере участь у перехідному міні-турнірі з трьома клубами з Першого дивізіону за право залишитися у вищому «ешелоні».

### Команди учасники Соккер-ліги (поточний сезон)
| - Аякс (Кейптаун) Ajax Cape Town - АмаЗулу AmaZulu - Бідвест Вітз Bidvest Wits - Блумфонтейн Селтік Bloemfontein Celtic - Фрі Стейт Старз Free State Stars - Ґолден Ерровз Golden Arrows - Кайзер Чіфс Kaizer Chiefs - Мамелоді Сандаунз Mamelodi Sundowns | - Маріцбург Юнайтед Maritzburg United - Морока Свелловз Moroka Swallows - Мпумаланґа Блек Ейсиз Mpumalanga Black Aces - Орландо Пайретс Orlando Pirates - Платінум Старз Platinum Stars - Сантос (Кейптаун) Santos - Суперспорт Юнайтед Supersport United - Васко да Гама (Кейптаун) Vasco da Gama |

### Турнірна таблиця (поточний сезон)
| 2010-11 ABSA Прем'єр-ліга |                          |   |   |   |   |    |    |     |    |
| Міс                       |                          | І | В | Н | П | МЗ | МП | Різ | О  |
| 1                         | Аякс (Кейптаун)          | 0 | 0 | 0 | 0 | 0  | 0  | 0   | 0  |
| 2                         | АмаЗулу                  | 0 | 0 | 0 | 0 | 0  | 0  | 0   | 0  |
| 3                         | Бідвест Вітз             | 0 | 0 | 0 | 0 | 0  | 0  | 0   | 0  |
| 4                         | Блумфонтейн Селтік       | 0 | 0 | 0 | 0 | 0  | 0  | 0   | 0  |
| 5                         | Фрі Стейт Старз          | 0 | 0 | 0 | 0 | 0  | 0  | 0   | 0  |
| 6                         | Ґолден Ерровз            | 0 | 0 | 0 | 0 | 0  | 0  | 0   | 0  |
| 7                         | Кайзер Чіфс              | 0 | 0 | 0 | 0 | 0  | 0  | 0   | 0  |
| 8                         | Мамелоді Сандаунз        | 0 | 0 | 0 | 0 | 0  | 0  | 0   | 0  |
| 9                         | Маріцбург Юнайтед        | 0 | 0 | 0 | 0 | 0  | 0  | 0   | 0  |
| 10                        | Морока Свелловз          | 0 | 0 | 0 | 0 | 0  | 0  | 0   | 0  |
| 11                        | Мпумаланґа Блек Ейсиз    | 0 | 0 | 0 | 0 | 0  | 0  | 0   | '0 |
| 12                        | Орландо Пайретс          | 0 | 0 | 0 | 0 | 0  | 0  | 0   | 0  |
| 13                        | Платінум Старз           | 0 | 0 | 0 | 0 | 0  | 0  | 0   | 0  |
| 14                        | Сантос (Кейптаун)        | 0 | 0 | 0 | 0 | 0  | 0  | 0   | 0  |
| 15                        | Суперспорт Юнайтед       | 0 | 0 | 0 | 0 | 0  | 0  | 0   | 0  |
| 16                        | Васко да Гама (Кейптаун) | 0 | 0 | 0 | 0 | 0  | 0  | 0   | 0  |

## Статистичні показники Соккер-ліги
Офіційні статистичні показники Національної Соккер-ліги Південної Африки ведуться й подаються з 1996 року, починаючи від часів заснування ліги, а всі попередні дані залишилися в історії попередніх ліг та футбольної історії півдня Африки.

### Переможці Соккер-ліги
| Команди            | Кількість чемпіонських звань. |
| ------------------ | ----------------------------- |
| Мамелоді Сандаунз  | 5                             |
| Суперспорт Юнайтед | 3                             |
| Кайзер Чіфс        | 2                             |
| Орландо Пайретс    | 2                             |
| Меннінґ Рейнджерс  | 1                             |
| Сантос (Кейптаун)  | 1                             |

### Призери Соккер-ліги
| Сезон   | Переможець         | ВПокидали лігу                        | Другий призер      |
| ------- | ------------------ | ------------------------------------- | ------------------ |
| 1996–97 | Меннінґ Рейнджерс  | Мічеу Ворріорз; Вітбанк Екіз          | Кайзер Чіфс        |
| 1997–98 | Мамелоді Сандаунз  | Афрікан Вондерерз; Реал Роверз        | Кайзер Чіфс        |
| 1998–99 | Мамелоді Сандаунз  | Динамос; Вол Профессіоналс            | Кайзер Чіфс        |
| 1999–00 | Мамелоді Сандаунз  | АмаЗулу; Мазер Сіті                   | Орландо Пайретс    |
| 2000-01 | Орландо Пайретс    | Блумфонтейн Селтік; Афрікан Вондерерз | Кайзер Чіфс        |
| 2001-02 | Сантос (Кейптаун)  | АмаЗулу; Тембіса Классік              | Суперспорт Юнайтед |
| 2002-03 | Орландо Пайретс    | Буш Бакс; Афрікан Вондерерз           | Суперспорт Юнайтед |
| 2003-04 | Кайзер Чіфс        | Гелленік; Зулу Ройялз                 | Аякс (Кейптаун)    |
| 2004-05 | Кайзер Чіфс        | Меннінґ Рейнджерс; Вітз Університет   | Орландо Пайретс    |
| 2005-06 | Мамелоді Сандаунз  | Фрі Стейт Старз; Буш Бакс             | Орландо Пайретс    |
| 2006-07 | Мамелоді Сандаунз  | Маріцбурґ Юнайтед                     | Сілвер Старз       |
| 2007-08 | Суперспорт Юнайтед | Блек Леопардс; Джомо Космос           | Аякс (Кейптаун)    |
| 2008-09 | Суперспорт Юнайтед | Бей Юнайтед; Танда Зулу Роялз         | Орландо Пайретс    |
| 2009-10 | Суперспорт Юнайтед | Джомо Космос                          | Мамелоді Сандаунз  |

### Відомі тренера ліги
Найвідомішими стали тренери, що приводили свої команди до чемпіонських титулів, а найуспішнішим став Ґордон Іґсунд, котрому вдалося приводити до успіху чотири різних клуби. 
| Сезон   | Переможець ліги    | Тренер                         |
| ------- | ------------------ | ------------------------------ |
| 1996–97 | Меннінґ Рейнджерс  | Ґордон Іґсунд (Gordon Igesund) |
| 1997–98 | Мамелоді Сандаунз  | Тед Думітру (Ted Dumitru)      |
| 1998–99 | Мамелоді Сандаунз  | Тед Думітру (Ted Dumitru)      |
| 1999–00 | Мамелоді Сандаунз  | Пауль Долежар (Paul Dolezar)   |
| 2000-01 | Орландо Пайретс    | Ґордон Іґсунд (Gordon Igesund) |
| 2001-02 | Сантос (Кейптаун)  | Ґордон Іґсунд (Gordon Igesund) |
| 2002-03 | Орландо Пайретс    | Рой Баррето (Roy Barreto)      |
| 2003-04 | Кайзер Чіфс        | Тед Думітру (Ted Dumitru)      |
| 2004-05 | Кайзер Чіфс        | Тед Думітру (Ted Dumitru)      |
| 2005-06 | Мамелоді Сандаунз  | Рой Баррето (Roy Barreto)      |
| 2006-07 | Мамелоді Сандаунз  | Ніл Товей (Neil Tovey)         |
| 2007-08 | Суперспорт Юнайтед | Ґевін Гант (Gavin Hunt)        |
| 2008-09 | Суперспорт Юнайтед | Ґевін Гант (Gavin Hunt)        |
| 2009-10 | Суперспорт Юнайтед | Ґевін Гант (Gavin Hunt)        |

Окрім цих тренерів, команди Соккер-ліги тренували ще й інші відомі у світі фахівці: Muhsin Ertuğral, Hristo Stoichkov, Rob McDonald, Leo van Veen, Eddie Lewis, Terry Paine, Ernst Middendorp, Philippe Troussier, Ángel Capp, Oscar Fullone, Djalma Cavalcante, Henri Michel, Reinhard Fabisch, Clemens Westerhof, Júlio César Leal, Walter da Silva, Kosta Papic, Milutin Sredojevic... Відомі південноафриканські тренери: Kaizer Motaung, (Roger De Sá), Clive Barker, Eddie Firmani, Neathan Gibson, Percy Mackrill, Andy McMillan, Ephraim Mashaba, Pitso Mosimane, Jomo Sono, Eddie Stuart, Shaibu Amodu, Bibey Mutombo... Окремо слід відмітити тренера Viktor Bondarenko в Південній Африці, українця, що в радянські часи виступав за Ростовський та російські клуби й здійснив доволі успішну тренерську кар'єру.

### Рекорди ліги
- Виграні чемпіонати → 5чемпіонських звань «Мамелоді Сандаунз»
- Найбільша перемога → 8 : 1, матч «Суперспорт Юнайтед» - «Зулу Ройялс» (2003/2004)
- Найбільше число забитих м'ячів за командою сезон → 73 - «Кайзер Чіфс» (1998/1999)
- Найбільше число пропущених командою м'ячів за сезон → 85-«Мазер Сіті»(1999/2000)
- Найбільша кількість набраних командою очок за сезон → 75 - «Мамелоді Сандаунз» (1999/2000)
- Найбільша кількість забитих одним гравцем м'ячів за сезон → 25-  Замбія Коллінс Мбесума («Кайзер Чіфс», 2004/2005)